# Eustomias monoclonus
Eustomias monoclonus är en fiskart som beskrevs av Regan och Trewavas, 1930. Eustomias monoclonus ingår i släktet Eustomias och familjen Stomiidae. Inga underarter finns listade i Catalogue of Life.